# Mariska Veres
Mariska Veres, à l'état civil Maria Elizabeth Ender, est une chanteuse néerlandaise née le 1er octobre 1947 à La Haye (Pays-Bas) et morte le 2 décembre 2006 dans la même ville.
Elle est la chanteuse principale du groupe Shocking Blue de 1968 à 1974. Avec ses yeux soulignés de khôl, ses pommettes saillantes et ses longs cheveux noirs de jais, elle a marqué les esprits.

## Biographie

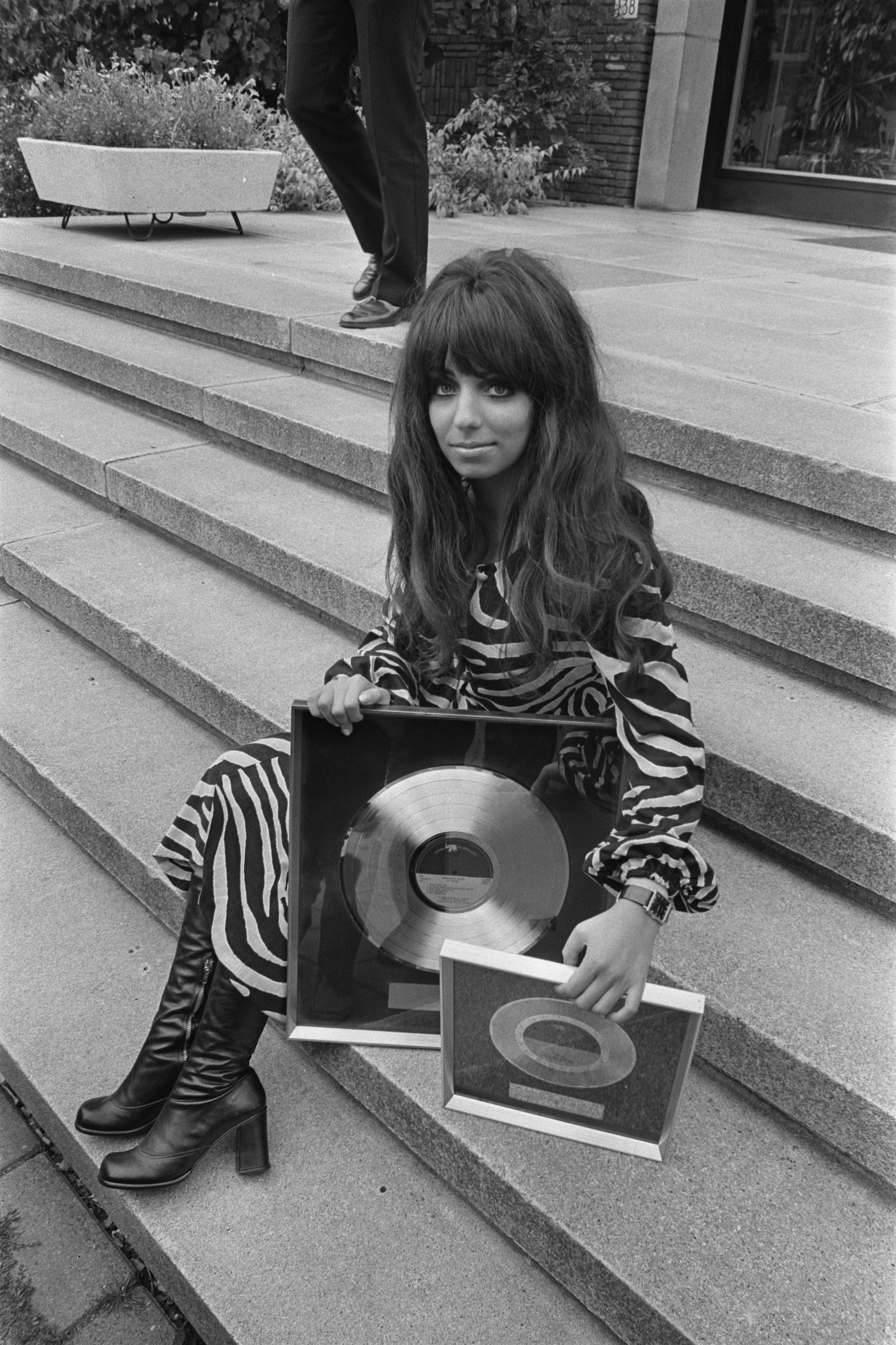
Mariska en 1970

Mariska Veres est née à La Haye. Son père, Lajos Veres, est un violoniste tsigane de Hongrie, sa mère, Maria Ender, est née en Allemagne de parents français et russe. Sa sœur aînée, Ilonka, accompagnait son père au piano. Sa plus jeune sœur, Irène, n'a pas fait carrière dans la musique.

### Carrière

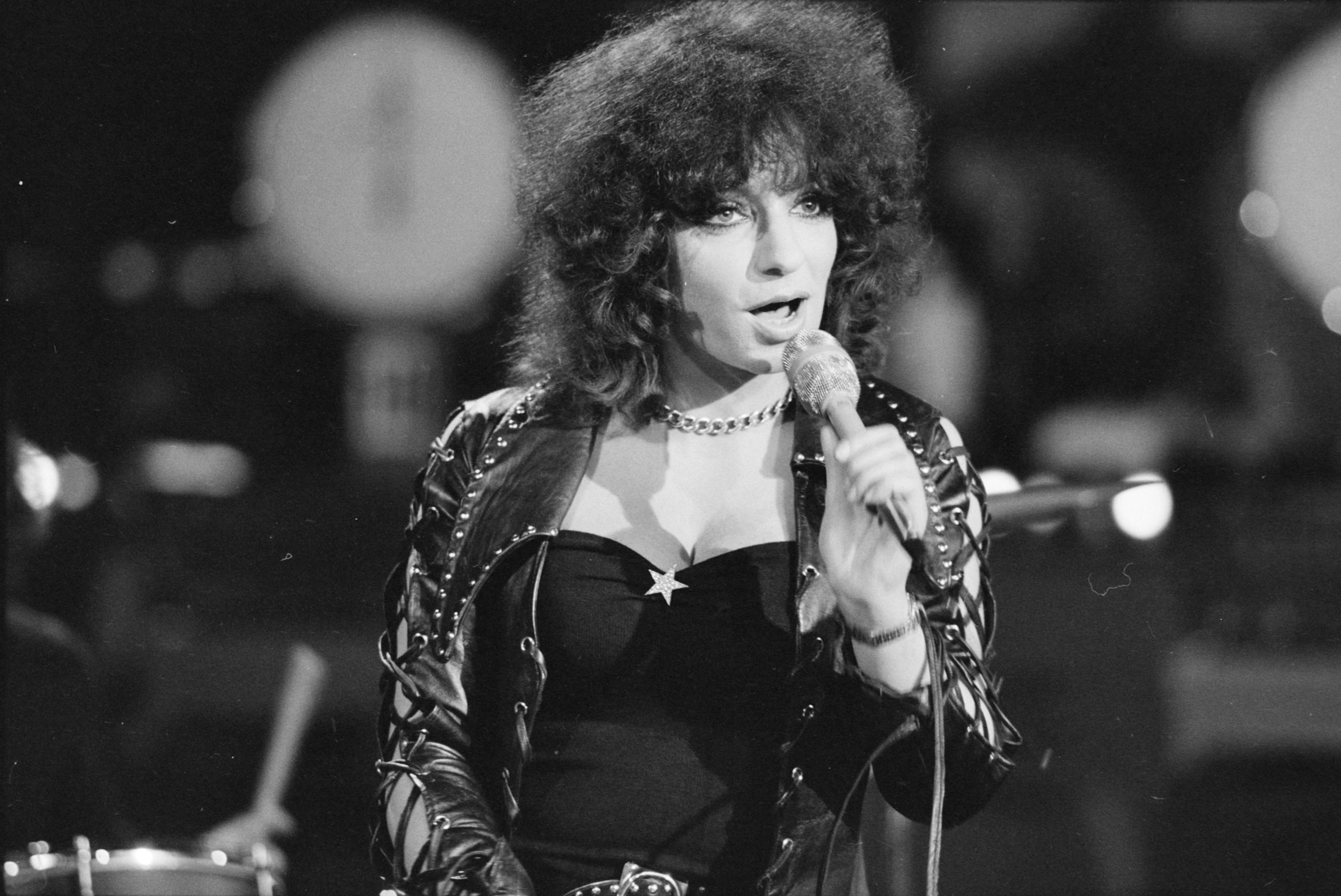
Mariska en 1980

Mariska Veres commence sa carrière en 1963 en tant que chanteuse du groupe Les Mystères. En 1964, ce groupe sort un album mais n'en vend que dix exemplaires. En 1965, elle rejoint les Bumble Bees, puis les Blue Fighters, les Danny and his Favorites, puis en 1966 les General Four, et enfin les Motowns plus tard la même année. En 1968, elle est invitée à rejoindre le groupe Shocking Blue pour remplacer le chanteur Fred de Wilde qui a dû partir à l'armée.
« Son époustouflante tenue », « son impressionnante voix à des lieues de celle des chanteuses de l'époque », propulsent le groupe au sommet à la sortie, en 1969, de la chanson Venus. Il s'en vend plusieurs millions dans le monde entier.
Au cours de leur carrière, les Shocking Blue sortent quinze singles et dix albums, dont les tubes Never Marry a Railroad Man, Hello Darkness , Blossom Lady et Eve and the Apple, avant de se séparer le 1er juin 1974. Mariska Veres continue une carrière solo jusqu'à ce que le groupe se reforme en 1984. Ce retour est un succès, et seul Robbie van Leeuwen reste à l'écart.
En 1993, Mariska Veres devient membre du groupe de jazz The Jazz Quintet Shocking. Ils enregistrent un album, Shocking You, avec des chansons pop des années 1960 et 1970, en version jazz. De 
1993 à 2006, elle joue dans une autre réincarnation de Shocking Blue (elle enregistre les morceaux Body and Soul et Angel, tous deux produits par l'ancien membre Robbie van Leeuwen), et enregistre également un album avec Andrei Serban en 2003, intitulé Gipsy Heart, en relation avec ses racines rom. Une version de Venus a été éditée à titre posthume en 2007, quelques mois après sa mort, enregistrée avec le pianiste et chef d'orchestre Vries Dolf. Mariska Veres a enregistré Venus à quatre reprises : avec les Shocking Blue en 1969, avec le Mariska Veres Shocking Jazz Quintet en 1993, avec Diablos Formula en espagnol en 1997, et avec Dolf de Vries en version lounge, en 2006.

### Mort

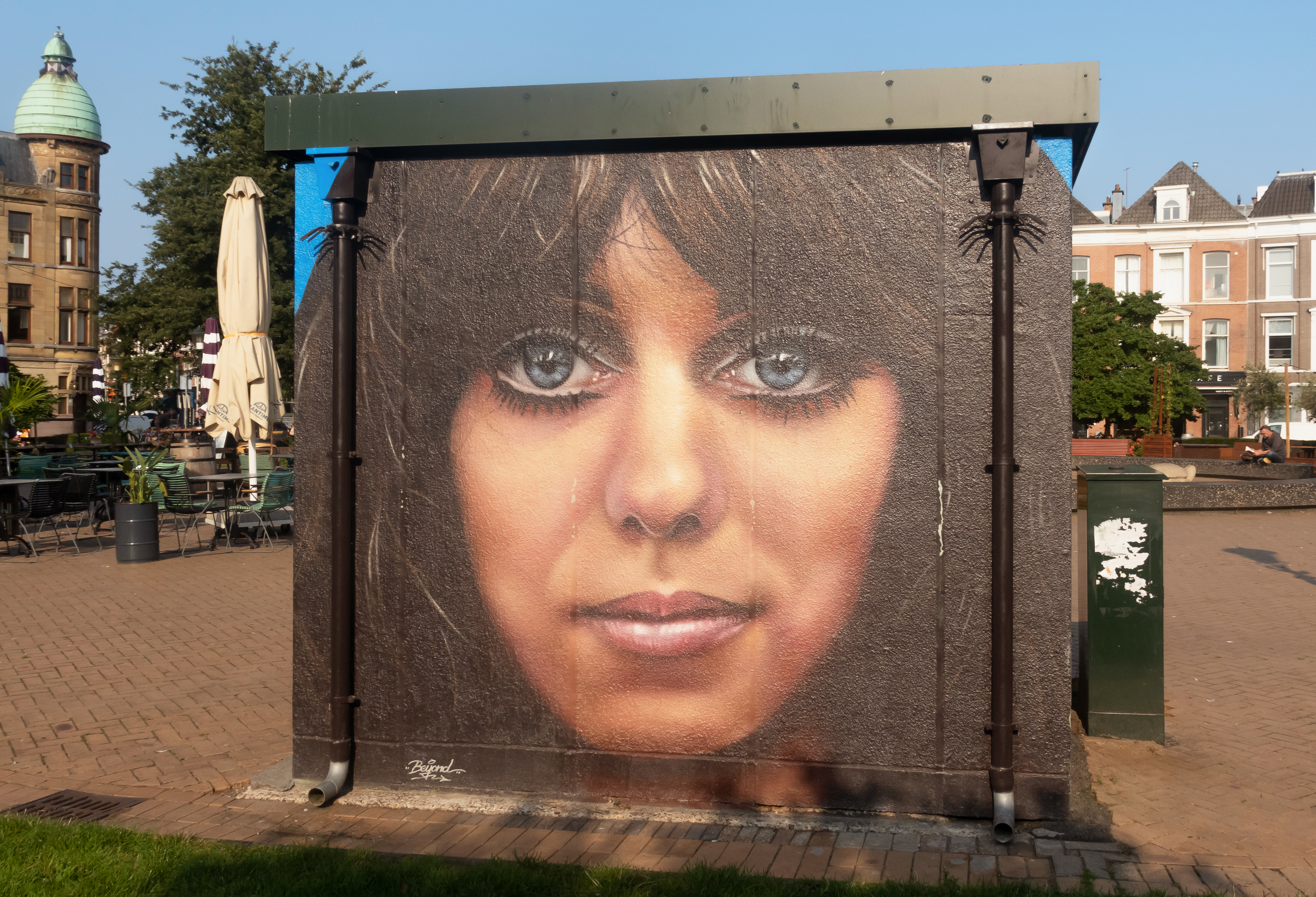
Peinture murale à La Haye

Mariska Veres est décédée d'un cancer de la vésicule biliaire découvert trois semaines avant sa mort, le 2 décembre 2006 à l'âge de 59 ans. Dans la vie, elle aimait les chats, ne fumait pas, ne buvait pas ni ne se droguait.
En rejoignant le groupe Shocking Blue, elle avait fait comprendre aux autres membres qu'il n'était pas question qu'elle fraye avec eux.
Évoquant, dans un entretien au magazine belge Flair, ses premiers moments de gloire, elle avait déclaré : « Je n'étais qu'une poupée maquillée [à l'époque], j'étais hors d'atteinte de quiconque, aujourd'hui je suis plus ouverte aux gens ».